# John Henry Poynting
John Henry Poynting (1852-1914) là nhà vật lý người Anh. Ông đã cải tiến phép đo về hằng số hấp dẫn mà Henry Cavendish thực hiện vào năm 1798.